# Austronanus specimen A
Austronanus specimen A is een pissebed uit de familie Paramunnidae. De wetenschappelijke naam van de soort is voor het eerst geldig gepubliceerd in 2006 door Just & Wilson.